# Oxalis pulvinata
Oxalis pulvinata är en harsyreväxtart som beskrevs av Salter. Oxalis pulvinata ingår i släktet oxalisar, och familjen harsyreväxter. Inga underarter finns listade i Catalogue of Life.